# Short Stirling
Die Short Stirling war ein britischer viermotoriger Bomber des Zweiten Weltkriegs, der vom Flugzeughersteller Short Brothers entwickelt und vom RAF Bomber Command ab Februar 1941 eingesetzt wurde. Zwischen 1939 und 1945 wurden in verschiedenen Versionen insgesamt 2383 Maschinen hergestellt. 
Die Stirling war der zweite in den aktiven Dienst gestellte viermotorige schwere Bomber der Royal Air Force, zwischen der Handley Page Halifax ab November 1940 (6178 Maschinen) und der Avro Lancaster ab Anfang 1942 (7377 Maschinen). Als erster britischer Bomber erhielt der Typ das Funknavigationssystem Oboe für den Bombenblindabwurf.

## Modelle

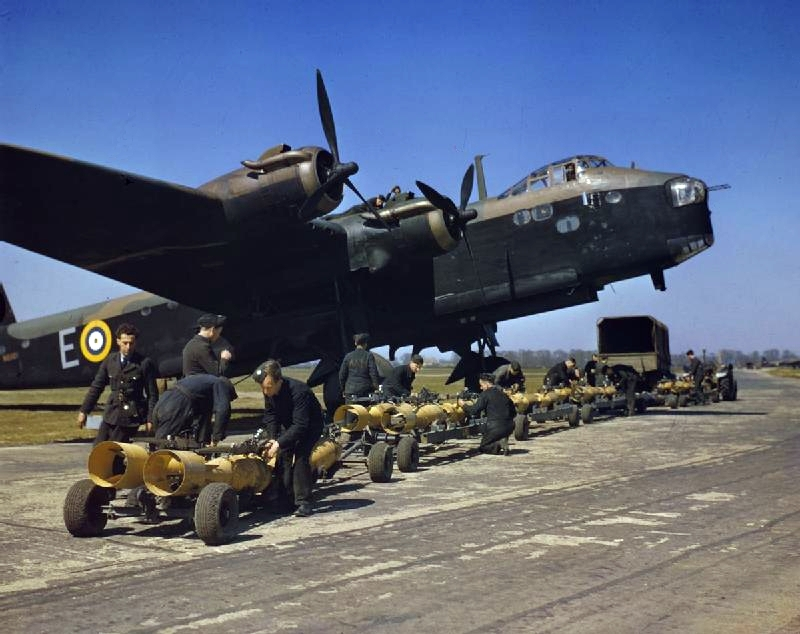
Eine Short Stirling wird beladen

Zu Testzwecken wurde 1938 ein flugfähiges Holzmodell im Maßstab 1:2 gebaut. Der erste Prototyp L 7600 flog am 14. Mai 1939. Er verunglückte bei der Landung, doch flog bereits am 3. Dezember 1939 der zweite Prototyp L 7605. Das erste Serienflugzeug Stirling Mk I absolvierte im Mai 1940 den Erstflug. Die Auslieferungen begannen im August 1940 an die Squadron 7. Die erste Bestellung von 100 Stirling wurde bald erhöht; zur Zeit des Münchner Abkommens 1938 waren 1500 Stirling bestellt. Die 1375 PS leistenden Bristol Hercules II der Prototypen wurden durch 1595-PS-Hercules-XI-Motoren ersetzt.
Zwei Flugzeuge wurden zu Prototypen für eine Version mit 1600-PS-Wright R-2600-A5B-Motoren umgebaut. Diese Variante ging allerdings nie in Produktion. Die häufigste Version bildeten die Mk III, welche außer Hercules XVI auch einen neueren Rumpfrückenturm aufwiesen. Aus zwei Mk III wurden 1943 Prototypen für die Version Mk IV.
Diese Variante wurde für Fallschirmjägertransporte und als Schleppflugzeug gebaut. Die Mk IV glich der Mk III, es fehlten ihr allerdings einige Waffenstände und die Fallschirmjägerversion besaß hinter dem Bombenschacht eine Absprungtür. Die letzte Variante Mk V war ein unbewaffnetes Passagier- oder Frachtflugzeug mit einer hinteren Ladetür sowie einer seitlich schwenkbaren Nase, um eine weitere Belademöglichkeit zu schaffen. Short Brothers baute 532 Mk I, 618 Mk III, 450 Mk IV und 160 Mk V. Zusätzlich baute die Austin Motor Company 191 Mk I und 429 Mk II.
Die Schwächen der Stirling gingen auf die Spezifikation (B. 12/36) des britischen Luftfahrtministeriums zurück. Um in die bereits vorhandenen Hangars zu passen, war die Spannweite der Tragflächen auf 100 Fuß (30,5 m) begrenzt, was zur Folge hatte, dass die Gipfelhöhe sehr bescheiden blieb. Ferner konnte die Stirling zwar eine ansehnliche Gesamtbombenlast (von 6350 kg) mitführen, aufgrund des zweigeteilten Bombenschachts war das Mitführen von größeren Bomben jedoch nicht möglich. Lediglich Bomben bis zu einem Einzelgewicht von 907 kg konnten untergebracht werden.

## Technische Merkmale

Short Stirling

Die Short Stirling war bei ihren Besatzungen anfangs nicht sehr beliebt. Das lag an verschiedenen Eigenarten, die in der Flugboot-Branche üblich bzw. Eigenentwicklungen der Firma Short Brothers waren. Maßgebliche Ursache der harten Kritik des Flugpersonals an ihrem Flugzeug war wohl, dass die meisten zuvor noch keinen viermotorigen Bomber geflogen hatten; ihnen fehlte einfach der Vergleich zu dem, was überhaupt technisch erreichbar war. Einer der Kritikpunkte war, dass die Stirling sich nur mit hohem Kraftaufwand steuern ließ; beim Ausfall eines Motors war ein Weiterflug nur möglich, wenn die Bombenlast unverzüglich abgeworfen wurde.
Aus aerodynamischen und statischen Gründen hatte Short, abweichend von der Avro Lancaster und der Handley Page Halifax, auf ein Doppelleitwerk verzichtet. Stattdessen kam eine Eigenentwicklung zum Einsatz: Um für die seitliche Trimmung die Drehzahl der vier Motoren leichter regeln zu können, wurde ein spezieller hydraulischer „Differenzialschubregler“ eingesetzt, der die Motoren ansteuerte. Probleme durch gerissene Seilzüge sollten so vermieden werden: bei Nachlassen der Leistung eines Motors sollte der einhändig zu bedienende Schubregler ein schnelles Umverteilen der Leistung ermöglichen.
Der Pilot sollte damit, mit einer Hand an der Steuersäule und einer am Differenzialschubregler, die Maschine präziser führen können. Störend war dabei jedoch die von den Motoren bzw. deren Vergasern verursachte Verzögerung, wodurch der Pilot schlecht erkennen konnte, ob die Einstellung am Schubregler ausreichte oder er bereits „am Anschlag“ war. Um damit gut umgehen zu können, erforderte es viel Erfahrung.
Ein weiteres Problem erwuchs aus der Konzeption als Schulterdecker: Ein Schulterdecker hat große statische Vorteile, allerdings muss das an den inneren Motorgondeln angebrachte Einziehfahrwerk sehr lang gestaltet werden und daher können einteilige Hauptfahrwerksbeine nicht verwendet werden. Short Brothers entwickelten zusammenfaltbare Fahrwerkbeine mit einer speziellen dreiteiligen Abdeckung des Fahrwerksschachts, die teils am Fahrwerk selbst befestigt war. Bei geringem Öldruck (aufgrund von Schäden durch Beschuss etc.) fuhren die Hauptfahrwerksbeine wegen ihres hohen Eigengewichtes nicht mehr ganz gegen den Fahrtwind aus. Die Räder wurden nicht völlig in die Fahrwerkschächte in den Motorgondeln eingefahren, aerodynamische Tests hatten jedoch gezeigt, dass dies vertretbar war.

## Verwendung

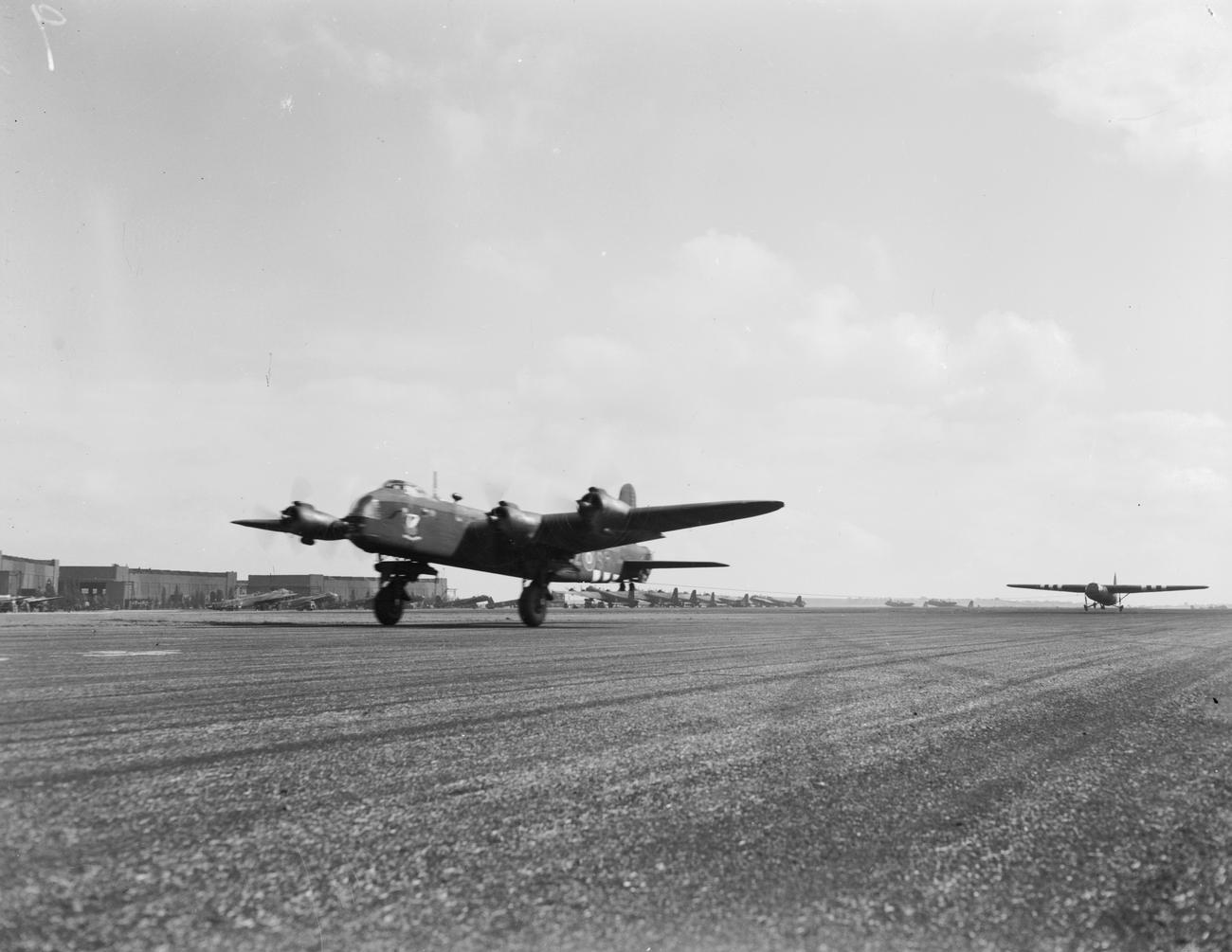
Eine Short Stirling startet am 17. September 1944 mit einem Horsa-Gleiter im Schlepp zur Operation Market Garden

Der erste Kriegseinsatz von Stirlings fand am 10. Februar 1941 bei einem Angriff auf ein Ölvorratslager bei Rotterdam statt. Beim Luftangriff auf Lübeck am 29. März 1942 wurden neben den zweimotorigen Vickers-Wellington auch die wesentlich größeren Stirling-Bomber eingesetzt. Auch am ersten „Tausend-Bomber-Angriff“ (Operation Millennium) Ende Mai 1942 gegen Köln waren Short Stirlings beteiligt. Vor ihrer Verwendung für zivile Transportzwecke dienten die Stirlings gegen Kriegsende noch zum Legen von Seeminen.

## Produktionszahlen
Die Stirling wurde in Großbritannien bei Short in Rochester und Swindon, bei Short Harland und bei Austin Motors gebaut.
| Version | Short/Rochester | Short/Swindon | Short Harland | Austin | Summe |
| ------- | --------------- | ------------- | ------------- | ------ | ----- |
| Mk I    | 39              | 218           | 260           | 191    | 708   |
| Mk II   | 1               | 2             |               |        | 3     |
| Mk III  | 117             | 150           | 343           | 429    | 1039  |
| Mk IV   |                 | 9             | 448           |        | 457   |
| Mk V    | 1               |               | 123           |        | 124   |
| Summe   | 158             | 379           | 1174          | 620    | 2331  |

| Jahr              | Bomber | Transporter | Anzahl |
| ----------------- | ------ | ----------- | ------ |
| 1940              | 15     |             | 15     |
| 1941              | 153    |             | 153    |
| 1942              | 462    |             | 462    |
| 1943              | 880    | 12          | 892    |
| 1944              | 240    | 408         | 648    |
| bis 31. Juli 1945 |        | 161         | 616    |
| Summe             | 1750   | 581         | 2331   |

Nach Juli 1945 wurden noch etwa 40–50 Mk V von Short Harland geliefert.

## Technische Daten
| Kenngröße             | Daten der Short Stirling Mk.I                                 |
| --------------------- | ------------------------------------------------------------- |
| Einsatzzeit           | 1940 bis 1945                                                 |
| Besatzung             | 7 oder 8                                                      |
| Länge                 | 26,32 m                                                       |
| Spannweite            | 30,22 m                                                       |
| Höhe                  | 6,93 m                                                        |
| Leermasse             | 20.000 kg (I und II) 21.200 kg (III)                          |
| max. Startmasse       | 26.900 kg (I und II) 31.790 kg (III)                          |
| Höchstgeschwindigkeit | 419 km/h (I) 443 km/h in 4.420 m (14.500 Fuß) Höhe (III)      |
| Dienstgipfelhöhe      | 6.250 m                                                       |
| Reichweite            | 3.755 km (I) 3.240 km mit 1,6 t Bombenlast (III) 4.830 km (V) |
| Triebwerke            | vier 1.590 PS Bristol-Hercules-XI-Doppelsternmotoren          |
| Bewaffnung            | acht 7,7-mm-Browning-MGs, bis zu 6.350 kg Bomben              |